# Jan Olszewski
Jan Ferdynand Olszewski (født 20. august 1930 i Warszawa, død 7. februar 2019) var polsk politiker, advokat og publicist. I den Polske Folkerepublik var han forsvarer i retssager mod polske oppositionister. Han var Polens premierminister i årene 1991–1992 og dommer i statstribunalet.